# マス・ボクシング
マス・ボクシング（英: mass boxing）は、ボクシングにおいて力を入れず打ち合うスパーリングのことを言う。マスやマス・スパーとも呼ばれる。日本ボクシング連盟が主催で試合形式の大会が行われている。

## 階級
主に身長と年齢、初心者（ビギナー）か上級者（アドバンスといわれる大会出場経験者）かどうかで決めており、男女ともに、日本ボクシング連盟が全16階級を規定している。

### 男子
日本ボクシング連盟主催の全日本選手権で定める階級は以下の通り。全16階級。
| 階級名称                         | センチメートル/CM    | 年齢/歳              |
| -------------------------------- | -------------------- | -------------------- |
| ゴールデンキッズ                 | 125 cm（以内・以上） | 小学生（低学年 l歳） |
| ゴールデンキッズ                 | 140 cm（以内・以上） | 小学生（高学年 l歳） |
| ジュニア                         | 155 cm（以内・以上） | 中学生 l歳           |
| ユース                           | 165 cm（以内・以上） | 高校生 l歳           |
| エリート（ビギナー・アドバンス） | 165 cm（以内・以上） | 18-45 l歳            |
| シニア（ビギナー・アドバンス）   | 165 cm（以内・以上） | 46-70 l歳            |
| シルバーエイジ                   | 165 cm（以内・以上） | 71以上 l歳           |

### 女子
日本ボクシング連盟主催の全日本選手権で定める階級は以下の通り。全16階級。
| 階級名称                         | センチメートル/CM    | 年齢/歳              |
| -------------------------------- | -------------------- | -------------------- |
| ゴールデンキッズ                 | 125 cm（以内・以上） | 小学生（低学年 l歳） |
| ゴールデンキッズ                 | 140 cm（以内・以上） | 小学生（高学年 l歳） |
| ジュニア                         | 155 cm（以内・以上） | 中学生 l歳           |
| ユース                           | 165 cm（以内・以上） | 高校生 l歳           |
| エリート（ビギナー・アドバンス） | 165 cm（以内・以上） | 18-45 l歳            |
| シニア（ビギナー・アドバンス）   | 165 cm（以内・以上） | 46-70 l歳            |
| シルバーエイジ                   | 165 cm（以内・以上） | 71以上 l歳           |

## 目的
スパーリングが本気で互いに打ち合うのに対し、マス・ボクシングは力を抜き、寸止めのパンチを放す。パンチのタイミングのとり方や相手との距離感などを確認するのに用いられる。